# Xylophanes crotonis
Xylophanes crotonis är en fjärilsart som beskrevs av Walker 1856. Xylophanes crotonis ingår i släktet Xylophanes och familjen svärmare. Inga underarter finns listade i Catalogue of Life.

## Beskrivning

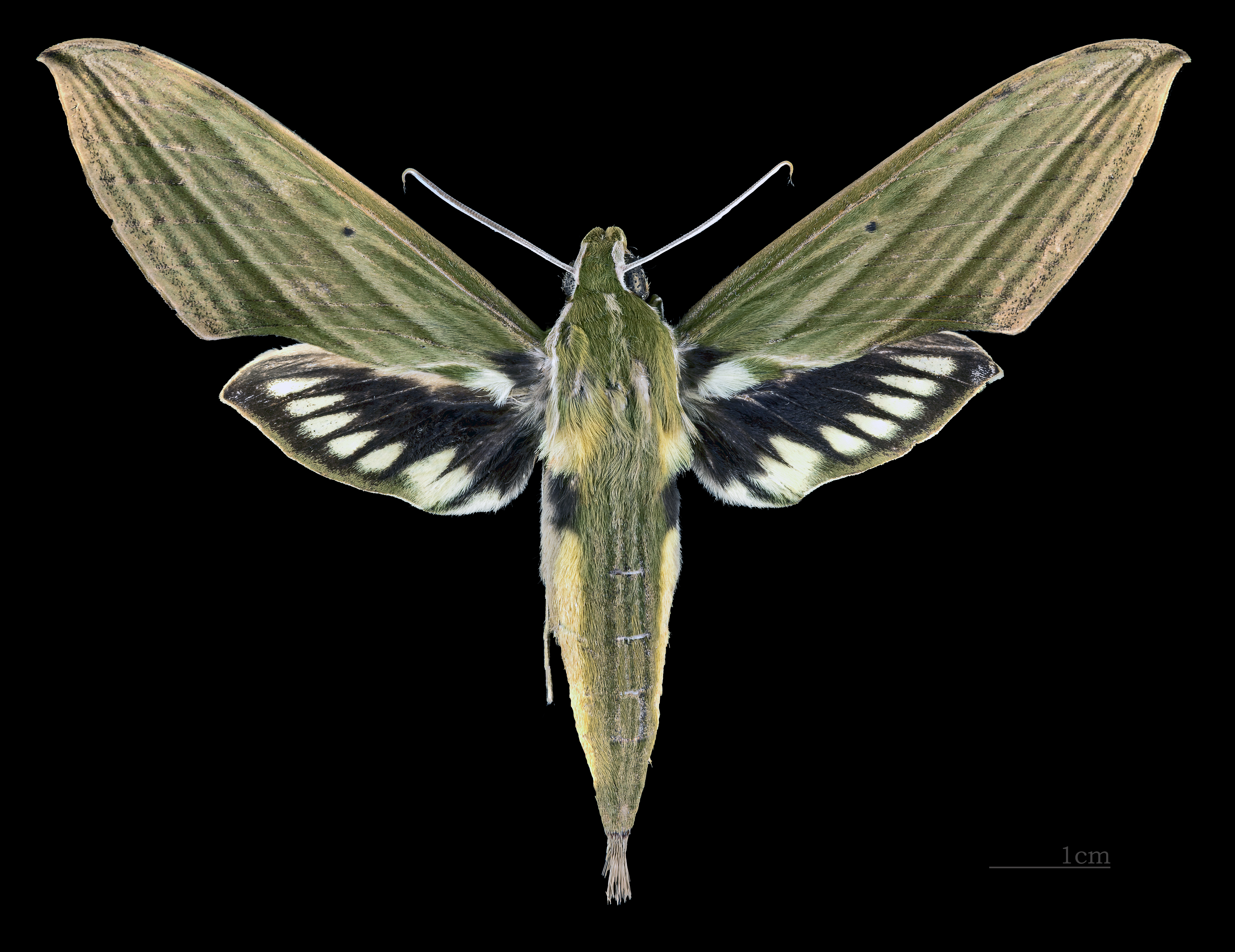
♀
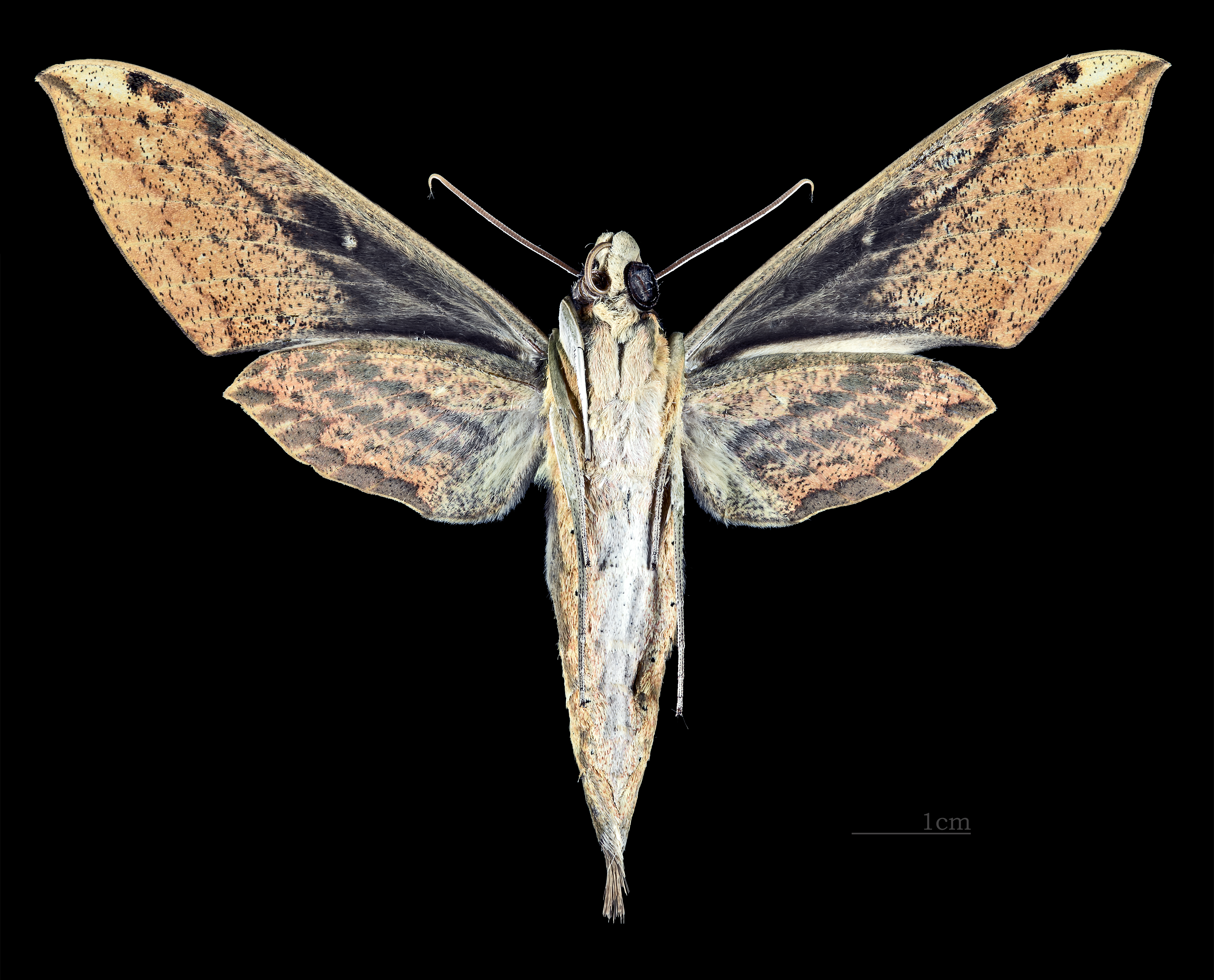
△ ♀